# 莱塞佩斯
莱塞佩斯（法語：Les Epesses，亦作，法語發音：[le.z‿epɛs]）是法国卢瓦尔河地区大区旺代省的一个市镇，位于该省东北部，属于永河畔拉罗什区。狂人国主题公园（Le Puy du Fou）主题公园位于该市镇境内。

## 地理
莱塞佩斯（46°52'59"N, 0°54'2"W）面积31.29 平方千米，位于法国卢瓦尔河地区大区旺代省，该省份为法国西部沿海省份，北起大西洋卢瓦尔省和曼恩-卢瓦尔省，西临大西洋，南至滨海夏朗德省，东部及东南部与德塞夫勒省接壤。
与莱塞佩斯接壤的市镇（或旧市镇、城区）包括：莱塞比耶、马列夫尔、圣马洛迪布瓦、圣马尔拉雷奥尔特、特雷兹旺、尚韦里、塞夫勒蒙。

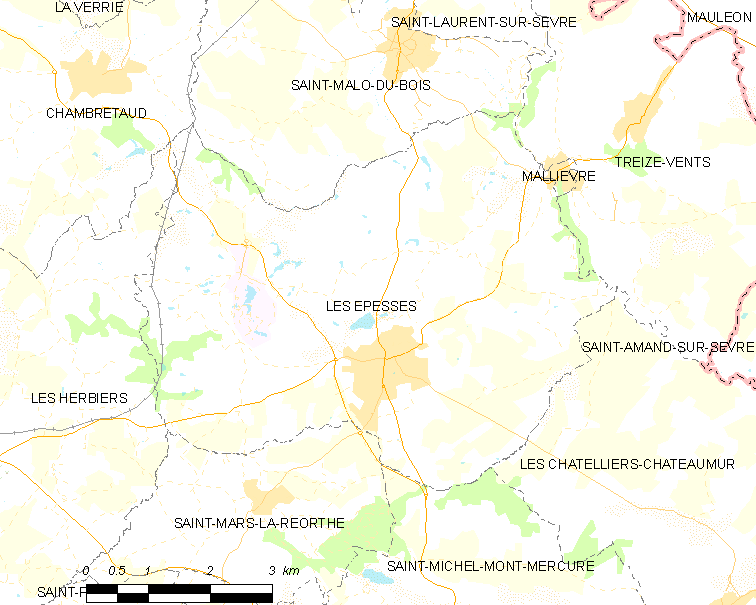
莱塞佩斯的OSM定位图

莱塞佩斯的时区为UTC+01:00、UTC+02:00（夏令时）。

## 行政
莱塞佩斯的邮政编码为85590，INSEE市镇编码为85082。

## 政治
莱塞佩斯所属的省级选区为莱塞比耶县。

## 人口

1962-2008年间莱塞佩斯人口变化图示

莱塞佩斯于2022年1月1日时的人口数量为2984人。